# Jimmy Crawford (zanger)
Jimmy Crawford, geboren als Ronald James William Crawford Lindsay, (Sheffield, 18 november 1937 – aldaar, 24 juli 2024) was een Britse popzanger.

## Jeugd
Zijn opleiding genoot Crawford aan de Central Technical School in Sheffield en werkte later als ontwerper bij Davy United. Crawford was een wedstrijdzwemmer, na zijn watervrees te hebben overwonnen tijdens zijn periode in het leger. Crawford was een leeftijdsgenoot van de ook in Sheffield geboren zanger Dave Berry.

## Carrière
Hij formeerde zijn eerste band Ron Lindsay & The Coasters en speelde in plaatselijke clubs, maar had succes in de hitlijst als solist. Na een contract te hebben getekend bij Columbia Records, publiceerde hij Love or Money (juni 1961). De song bleef een week in de Britse hitlijst op #49. Zijn tweede publicatie I Love How You Love Me werd zijn grootste hit, die oorspronkelijk een cover was van The Paris Sisters. Crawfords cover plaatste zich in november 1961 op #18 en bleef in totaal tien weken in de Britse hitlijst. Zijn derde single I Shoulda Listened to Mama (mei 1963) haalde de hitlijst niet.
In 1962 verscheen en zong Crawford Take It Easy in de film Play It Cool, met Billy Fury en Shane Fenton.
Hij formeerde Jimmy Crawford & The Ravens, spoedig opgevolgd door Jimmy Crawford & The Messengers in het begin van 1963. Hij deed zich later samen met Jim Ryder en trad op als Jimmy Crawford & The Chantelles. Over de jaren was zijn achtergrondband wisselend bekend als The Jimmy Crawford Four en The Jimmy Crawford Blend. Hij toerde door Australië voor zes maanden in 1977 met Jim Ryder (gitaar), Gary Lawson (keyboards) en Barry Page (drums).

## Andere versies en publicaties
Crawfords opname van Love or Money, geproduceerd door Frank Barber (die ook Tell Laura I Love Her van Ricky Valance had geproduceerd), verscheen op het compilatiealbum 1961 British Hit Parade Pt. 2: April-September, samen met een andere versie van The Blackwells.
I Love How You Love Me was ook een Britse hit voor Maureen Evans in 1964 op #34 en voor Paul en Barry Ryan in 1966 op #21. Hoe dan ook, Crawfords versie verscheen op meerdere compilatiealbums in de daaropvolgende jaren en verschillende online huwelijks- en relatiebureaus gebruikten deze versie.

## Privéleven
Hij en zijn vrouw Maureen waren in maart 2005 betrokken bij een ernstig auto-ongeluk, alhoewel beiden uiteindelijk herstelden van deze beproeving.
Crawford overleed op 24 juli 2024 op 86-jarige leeftijd.

## Zie verder
Voor de jazzdrummer Jimmy Crawford klik hier.

## Discografie
- 1961: Love or Money / Does My Heartache Show
- 1961: I Love How You Love Me / Our Last Embrace